# Sidi Ameur (M'Sila)
Sidi Ameur è un comune dell'Algeria, situato nella provincia di M'Sila.